# Näduvere
Näduvere – wieś w Estonii, w prowincji Jõgeva, w gminie Torma.